# Broze
Broze é uma comuna francesa na região administrativa de Occitânia, no departamento de Tarn. Estende-se por uma área de 4,02 km². Em 2010 a comuna tinha 121 habitantes (densidade: 30,1 hab./km²).